# چئوندوئیسم
چئوندوئیسم (اChondoism) یک دین پانتئیستی کره ای قرن بیستم است.
Cheondoism عناصری از شمنیسم کره ای را در بر می‌گیرد. بر تزکیه شخصی و رفاه اجتماعی در دنیای کنونی تأکید دارد. جنبش‌های انشعابی شامل Suunism و Bocheonism است.

## باورها
با گذشت زمان، چئوندوئیسم از عناصر دیگر سنت‌های مذهبی کره‌ای، از جمله تائوئیسم و بودیسم تأثیر پذیرفته‌است.
اصطلاح «هانول» تنها به معنای آسمان نیست، بلکه نمایانگر وحدت وجود است.

## چئوندوئیسم امروز
از سال ۲۰۰۵، Cheondoism حدود ۱٫۱۳ میلیون پیرو و ۲۸۰ کلیسا در کره جنوبی داشت. بر اساس سرشماری ملی سال ۲۰۱۵، Cheondoism حدود ۶۵۰۰۰ پیرو در کره جنوبی داشت.